# VH1 Classic (Europa)
VH1 Classic (también conocido como VH1 Classic European) fue un canal de televisión por suscripción internacional de origen estadounidense, propiedad de ViacomCBS Networks EMEAA, el cual fue lanzado el 30 de noviembre de 2004. Es la versión europea del canal estadounidense VH1 Classic, que emite vídeos musicales de la décadas de 1970 a 1990.
El 5 de octubre de 2020, el canal fue reemplazado por MTV 80s, una variante de MTV con la música de los años 80.

## Historia
VH1 Classic fue lanzado por primera vez en el Reino Unido el 1 de julio de 1999, y puesto a disposición desde el principio hasta el conjunto de Europa. Sin embargo, el servicio paneuropeo actual fue lanzado el 30 de noviembre de 2004, cuando se convirtió en una alimentación separada de VH1 Classic UK.
Al igual que VH1 Europa, se emite desde los locales de MTV Networks de Europa en la ciudad de Camden (Londres, Reino Unido). Está oficialmente disponible para los espectadores de toda Europa y Latinoamérica (excepto el Reino Unido e Irlanda). A diferencia de VH1 Classic UK, la versión paneuropea del canal es totalmente carente de anuncios.
El canal cesó sus transmisiones el 5 de octubre de 2020, siendo reemplazado por MTV 80s. El último video musical transmitido fue "Born to Run" de Bruce Springsteen.

## Programación
Estuvo dedicada a la emisión de videoclips musicales de las décadas de 1970 a 1990 y también algunos vídeos de 1950 y 1960. El canal no poseía ningún tipo de pauta comercial. Su programación estuvo compuesta por los siguientes bloques a lo largo de su existencia:
- Non-Stop Classics.
- Happy Mondays (nombre cambiado luego a Memory Lane Mondays)/Timeless Tuesdays (Nombre cambiado a Throwback Thursdays)/Wind Back Wednesdays/Throwback Thursdays/Flashback Fridays - Music on weekday afternoons.
- Keep It Classic.
- Boogie Wonderland.
- Classic...
- Classic Movie Soundtracks.
- Wake Me Up Before You Go Go.
- Never Mind The Classics.
- So Emotional.
- The Rock Show.
- VH1 Vintage.
- Classic Power Ballads.
- Nothing But Classics.
- Welcome To The Weekend!.
- VH1 Classics.
- All Night Long.
- 30/25/20/15 years since.
- Totally Club Classics.
- Guess The Year.

En septiembre de 2020, dividió la mitad de su programación con el bloque "MTV 80s Takeover", siendo totalmente absorbida por este a mediados de mes.